# Partido de Chivilcoy
Chivilcoy es uno de los 135 partidos que componen la provincia argentina de Buenos Aires. Se encuentra ubicado en el centro norte del interior de dicha provincia. Su cabecera es la ciudad de Chivilcoy.
Limita al norte con el partido de Chacabuco, al este con el partido de Suipacha, al sur con los partidos de 25 de Mayo y Navarro y al oeste con el partido de Alberti.

## Gobierno

### Intendentes municipales desde 1983
| Intendente           | Mandato                                            | Partido | Partido | Alianza | Alianza |
| -------------------- | -------------------------------------------------- | ------- | ------- | ------- | ------- |
| Carlos F. Dellepiane | 10 de diciembre de 1983 - 10 de diciembre de 1987  |         | PJ      |         | —       |
| Jorge Juancorena     | 10 de diciembre de 1987 - 10 de diciembre de 1991  |         | PJ      |         | FREJURE |
| Jorge Juancorena     | 10 de diciembre de 1991 - 10 de diciembre de 1995  |         | PJ      | FREJUFE |         |
| Rodolfo Bardengo     | 10 de diciembre de 1995 - 10 de diciembre de 1999  |         | UCR     |         | —       |
| Juan Carlos Ferzola  | 10 de diciembre de 1999 - 10 de diciembre de 2003  |         | UCR     |         | Alianza |
| Ariel Franetovich    | 10 de diciembre de 2003 - 10 de diciembre de 2007  |         | PJ      |         | —       |
| Ariel Franetovich    | 10 de diciembre de 2007 - 11 de septiembre de 2009 |         | PJ      | FPV     |         |
| Aníbal Pittelli      | 11 de septiembre de 2009 - 10 de diciembre de 2011 |         | PJ      | FPV     |         |
| Aníbal Pittelli      | 10 de diciembre de 2011 - 7 de abril de 2014       |         | PJ      | FPV     |         |
| Darío Speranza       | 7 de abril de 2014 - 10 de diciembre de 2015       |         | PJ      | FPV     |         |
| Guillermo Britos     | 10 de diciembre de 2015 - 10 de diciembre de 2019  |         | UCyB    |         | UNA     |
| Guillermo Britos     | 10 de diciembre de 2019 - 10 de diciembre de 2023  |         | UCyB    | CF      |         |
| Guillermo Britos     | 10 de diciembre de 2023 - En el cargo              |         | PCH     |         | —       |

1. ↑  La Alianza participó dividida o no participó en la elección del municipio, sin embargo, el partido apoya o forma parte de la misma a nivel provincial.
2. ↑  Renunció para asumir como Ministro de Asuntos Agrarios de la Provincia de Buenos Aires.
3. ↑  Renunció al cargo.

### Concejo Deliberante de Chivilcoy
El concejo Deliberante del Partido de Chivilcoy está conformado por 18 concejales, elegidos por un período de 4 años. Para el período 2023-2025, que se compone de los concejales elegidos en las elecciones de 2021 y 2023, está dividido en 6 bloques.
| Bloques | Bloques                    | Integrantes (2023-2025) |
| ------- | -------------------------- | ----------------------- |
|         | Primero Chivilcoy          | 6                       |
|         | Unión por la Patria        | 4                       |
|         | Hacer                      | 4                       |
|         | Juntos por el Cambio       | 2                       |
|         | Unibloque Frente Renovador | 1                       |
|         | Unibloque Mangino          | 1                       |

| Concejal/Concejala | Bloque | Bloque                     | Inicio del Mandato | Fin del Mandato |
| ------------------ | ------ | -------------------------- | ------------------ | --------------- |
| Gustavo Bruno      |        | Unibloque Frente Renovador | 2021               | 2025            |
| Fernando Cabani    |        | Unión por la Patria        | 2023               | 2027            |
| Yanila Cofré       |        | Unión por la Patria        | 2023               | 2027            |
| Fernando Poggio    |        | Unión por la Patria        | 2023               | 2027            |
| Carolina Di Nápoli |        | Unión por la Patria        | 2021               | 2025            |
| Natalia Giorgetti  |        | Primero Chivilcoy          | 2023               | 2027            |
| Lucas Burgos       |        | Primero Chivilcoy          | 2023               | 2027            |
| Fernanda Pommares  |        | Primero Chivilcoy          | 2023               | 2027            |
| Cintia Satriano    |        | Primero Chivilcoy          | 2021               | 2025            |
| Mariana Frigoli    |        | Primero Chivilcoy          | 2023               | 2027            |
| Juan De Lillo      |        | Primero Chivilcoy          | 2021               | 2025            |
| Patricia Mangino   |        | Unibloque Mangino          | 2023               | 2027            |
| Martin Giannini    |        | Hacer                      | 2021               | 2025            |
| Daniela Salvatore  |        | Hacer                      | 2021               | 2025            |
| Martín Etcheverría |        | Hacer                      | 2023               | 2027            |
| María Rodriguez    |        | Hacer                      | 2023               | 2027            |
| José Ferro         |        | Juntos por el Cambio       | 2021               | 2025            |
| Daiana Raulier     |        | Juntos por el Cambio       | 2021               | 2025            |

## Geografía

### Ubicación
El partido de Chivilcoy se ubica en la Zona centro norte de la provincia de Buenos Aires, Argentina.
Limita al norte con el chacabuco, al este con el suipacha, al sur con los partidos de 25 de mayo y navarro y al oeste con el alberti.

Tabla de límites

| Noroeste: Partido de Alberti             | Norte: Partido de Chacabuco | Noreste: Partido de Chacabuco |
| Oeste: Partido de Alberti                | Partido de Chivilcoy        | Este: Partido de Suipacha     |
| Suroeste: Partido de Veinticinco de Mayo | Sur: Partido de Navarro     | Sureste: Partido de Navarro   |

### Características
El partido de Chivilcoy se emplaza en la denominada "pampa húmeda", donde existen numerosas aguadas.
El territorio es una planicie o llanura de leve inclinación, cuyo punto más bajo, 47 metros sobre nivel del mar, se encuentra en la desembocadura del Arroyo Chivilcoy en el Río Salado, y el más alto, de 60 metros sobre nivel del mar, se encuentra en las inmediaciones de las localidades rurales de Emilio Ayarza y Palemón huergo. En cuanto al relieve, también puede contarse la existencia de algunos "cerritos" de baja altura y aislados.
Surcan el territorio una serie de cañadas y arroyos, todos tributarios del Río Salado, siendo los cursos hidrológicos más importantes la Cañada Huergo, Cañada del Hinojo, la Cañada Rica (ver La Rica), y los Arroyos Chivilcoy y Las Saladas (este último, es un curso de agua intermitente conformado por una serie de numerosas lagunas encadenadas).
También debe citarse la Cañada de Montenegro, curso de agua que nace hacia la sección I del ejido urbano, en la laguna Ramírez, y se extiende casi en línea recta hacia el sur, atravesando la zona urbana de la ciudad cabecera (diagonal Evita) y desemboca, hacia la sección III, en el Arroyo Chivilcoy. Este curso, se encuentra en gran parte entubado y se constituye como el desagüe pluvial de la ciudad.
También existen numerosas lagunas, como las de El Tigre y Las Saladas, Molina, Ramírez, Palagano, entre otras.
La laguna Ramírez es el "residuo" de una laguna mucho mayor, que se ubicaca en el actual emplazamiento de la primera, y que se denominaba como "Lago Las Rosas", sitio que fuese popularmente conocido en la ciudad hacia principios de siglo XX por los paseos en bote que se ofrecían al público de la ciudad.
Las tierras de Chivilcoy, de gran riqueza, son reconocidas mundialmente. En un certamen en Washington, hacia 1860, sobre la fertilidad y riqueza de las tierras, donde se presentan muestras desde todo el mundo, la porción de tierra que fuese extraída de la zona de La Rica, y enviada a Washington por iniciativa del entonces presidente Sarmiento, resultó tercera a nivel mundial.

### Clima y tiempo
El partido de Chivilcoy, tiene un clima templado y húmedo como toda ciudad pampeana. Con una temperatura anual de 18 °C y un total de precipitaciones de 1100 mm, lo hace óptimo para practicar cualquier cultivo, siendo el característico de esta zona la soja y el maíz. Los veranos son muy cálidos y con temperaturas diarias que superan los 30 °C y con vientos dominantes del sector norte. También se presentan fuertes tormentas, haciéndose más intensa entre febrero y marzo. Los inviernos en su mayoría son secos y fríos, con temperaturas máximas entre 10° y 17 °C. Durante esta estación los vientos predominantes son del sur o sudeste. También se presentan las sudestadas.
El partido de Chivilcoy, presenta ciclos climatológicos, con años más secos y húmedos o más fríos o cálidos. Dependiendo de su grado afectará o no a la agricultura. El mayor registro de precipitación de esta zona fue en 1993, con 1493 mm ocasionando dificultades en los pueblos con caminos de tierra y la crecida de la cuenca del Salado. La registrada fue en la sequía del verano de 2008-2009 con un total aproximado de 530 mm. Otro fenómeno meteorológico de graves consecuencias fue un tornado EF2 ocurrido el 7 de enero de 2006 que causó graves daños materiales.
El último fenómeno meteorológico grave ocurrió el 2 de diciembre de 2013, poco después de las 17 horas, cuando 3 tornados F2 pasaron por el centro de la ciudad de Chivilcoy, causando destrozos (árboles caídos, estallidos de vidrios, voladuras de techos y colapsos de paredes). En el evento meteorológico mismo no hubo fallecidos ni heridos.

## Industria, agricultura y ganadería
El partido de Chivilcoy fue históricamente una región ganadera por excelencia, principalmente en sus inicios como jurisdicción propiamente dicha. Era apreciada por entonces, la vera del Río Salado y las aguadas para abrevar el ganado. 
Con el avance de las tecnologías de la agricultura y el cultivo, que posibilitan el trabajo en las tierras que otrora fueran grandes planicies de pasturas y gramillas, el cultivo de granos paulatinamente reemplaza a la ganadería. Hoy, los cultivos chivilcoyanos abarcan el trigo, maíz, soja (muy extendido en el último tiempo, reemplaza mucho territorio antes dedicado a otros cultivos), sorgo, girasol, y otros.
También existe todavía la ganadería en muchos sectores, coexistiendo con los campos agrícolas. El ganado bovino es el más extendido e importante en número de cabezas, aunque también es apreciable el ganado caballar. Los equinos de Chivilcoy, son aún muy reconocidos, e históricamente, se nota la existencia de los primeros establecimientos en Ramón Biaus y Emilio Ayarza. El ganado porcino, es por tradición muy presente en la región, como así también existen numerosos establecimientos avícolas.
La industria en el partido se concentra casi con exclusividad en el parque industrial de Chivilcoy. En el mismo, existen establecimientos dedicados a producción y almacenaje cerealero, madereras, industria del calzado, aceites y oleaginosas, agroquímicos, siendo la actividad más extendida, la metalúrgica y metalmecánica, e industria de la maquinaria agrícola. De estas industrias, es importante el nivel de producción de exportación. También existen curtiembres y establecimientos de la industria del cuero, numerosos tambos y planta industrial lechera, y merced de las excelentes propiedades de la tierra, numerosos hornos ladrilleros y cerámicas.
El parque industrial local, ubicado sobre Ruta Nacional N.º 5 en el acceso a la ciudad, es hoy por hoy uno de los más pujantes y desarrollados de la región, y cuenta con seguridad, pavimento, redes de telefonía e internet, gas, agua corriente, cloacas, alumbrado, y últimamente ha sido duplicada la extensión dada la demanda de industrias interesadas en su radicación, merced de los incentivos impositivos que se ofrecen desde el Municipio. Existe el proyecto de promover este polo industrial al puerto seco de la región.

## Localidades del partido
| Localidad      | Fecha de fundación                  | Población (Indec, 2010) |
| -------------- | ----------------------------------- | ----------------------- |
| Chivilcoy      | 22 de octubre de 1854 (169 años)    | 55,840                  |
| Moquehuá       | 1 de marzo de 1909 (114 años)       | 2,130                   |
| Gorostiaga     | 15 de septiembre de 1910 (113 años) | 324                     |
| Emilio Ayarza  | 23 de agosto de 1908 (115 años)     | 87                      |
| La Rica        | 2 de marzo de 1902 (121 años)       | 118                     |
| San Sebastián  | 15 de junio de 1909 (114 años)      | 166                     |
| Benítez        | 30 de septiembre de 1901 (122 años) | 68                      |
| Henry Bell     | 1 de octubre de 1906 (117 años)     | 1                       |
| Indacochea     | 15 de mayo de 1911 (112 años)       |                         |
| Palemón Huergo | 6 de diciembre de 1906 (117 años)   |                         |
| Ramón Biaus    | 20 de marzo de 1909 (114 años)      | 179                     |

## Comunicaciones
El partido de Chivilcoy es surcado en la actualidad por una Ruta Nacional (Ruta Nacional Nº5), tres provinciales (Nº30, Nº51 y Nº44), e importante cantidad de caminos rurales de los denominados "Reales", algunos de ellos, que datan desde tiempos en que la ciudad era recién fundada, como comunicación con los pueblos aledaños.
La Ruta Nacional N.º 5, arteria que realiza un trayecto de este a oeste en forma casi rectilínea, es la vía de acceso más importante y transitada. Esta nace en la ciudad de Luján (aunque continúa por Acceso Oeste hasta el centro de la ciudad de Buenos Aires), y concluye en la localidad de Toay (provincia de La Pampa), uniendo importantes ciudades del Oeste provincial.
La ruta provincial N.º 30, que dentro del Partido de Chivilcoy se halla totalmente pavimentada, hace un recorrido casi rectilíneo de Noroeste al Sudeste, y comunica con las ciudades de Junín hacia el Norte, y Roque Pérez, al Sur. No obstante, esta vía puede seguirse (en algunos tramos no está delineada la traza final, y continúa existiendo como camino rural) hasta la ciudad de Olavarría.
La ruta provincial N.º 51, atravesando el partido en sentido norte-sur, es una de las más extensas de la provincia, naciendo en la localidad de Ramallo, y concluyendo en la ciudad de Bahía Blanca.
Estas tres rutas, rodean a la ciudad de Chivilcoy, cabecera del partido, formando un triángulo. La ciudad, posee accesos desde cualquiera de estas tres vías.
Por último, la ruta provincial N.º 44, es aún un camino rural que nace en el centro de la ciudad (avenidas Sarmiento y Mitre) y en inmediaciones del paraje "La Colorada", se bifurca hacia las localidades de Ramón Biaus y La Rica. Desde esta última, continúa hacia las localidades de San Sebastián, Estación Almeyra, Las Marianas, hasta la ciudad de Navarro, con un recorrido cercano a 90 km.
El Ferrocarril, por otra parte, que otrora surcara con numerosas líneas el Partido, se ve reducido en la actualidad al trayecto del Ferrocarril Sarmiento, ramal Once - Bragado - Carlos Casares, que presta servicios de cargas y transporte de personas (3 servicios semanales). Hacia mediados del siglo XX existían no obstante, unas 10 estaciones ferroviarias, las cuales en su mayoría dieron origen a pueblos que aún hoy subsisten. Por sobre esto, y durante los gobiernos militares de la última dictadura (1976-1983) y la política neoliberal implementada por el estado entre 1989 y 1999, la mayoría de los ramales que surcaron el Partido, comunicando y manteniendo con vida a los pueblos rurales, fueron clausurados y en algunos casos, desmantelados. Las estaciones, en su mayoría, subsisten por el cuidado brindado por vecinos, comisiones de fomento, y Municipalidad, quienes resguardan estos edificios como importantes hitos en las historias pueblerinas.
Existen pese a esto, algunos proyectos de reactivación, como la implementación de un servicio interurbano de "mini-tren" entre localidades como Moquehuá, Villa Moll y Almeyra, que aún no logran eco en entidades oficiales. Cabe acotar que la vida de los pueblos rurales se vio seriamente amenazada con la desaparición de los servicios ferroviarios, e incluso algunos dejaron de existir como tales y hoy se consideran solo parajes, como Indacochea y Henry Bell.
Chivilcoy cuenta, además con un aeródromo (Aeroclub Chivilcoy) que posee dos pistas cruzadas, ambas de tierra compactada (una con señalización lumínica), operable durante todo el año, que cuenta con hangares propios, edificio de administración, restaurante, y donde funciona también una escuela de aviación. El mismo, se ubica sobre Ruta Nacional N.º 5, a unos 8 km al oeste de la ciudad de Chivilcoy

## Población
| Población | 14.232 | 17.421  | 30.133  | 35.751  | 45.137  | 48.725 | 50.305 | 54.438 | 57.479 | 60.762 | 64.185 | 70.839 |
| Variación | -      | +22,40% | +72,96% | +18,64% | +26,25% | +7,94% | +3,24% | +8,21% | +5,58% | +5,71% | +5,63% | +10,4% |

| Gráfica de evolución demográfica de Chivilcoy entre 1869 y 2022 |
|                                                                 |
| Fuente: Censos nacionales del INDEC                             |

Según el censo realizado por el INDEC en el año 2001, el partido de Chivilcoy tiene 60.762 habitantes, con tan solo un crecimiento del 5,7% con respecto a 1991 cuando se realizó el anterior relevamiento poblacional. Esto quiere decir en esos diez años, la población del partido aumentó en 3.283 habitantes, y desde 1970, unos 10.457. 
El 85% de los habitantes del partido viven en la ciudad cabecera, alrededor del 15% en las pequeñas localidades rurales y en el campo. La ciudad se encuentra ubicada en su centro geográfico, desde donde se conecta con diferentes localidades y parajes, conformando una red vial centralizada y con una tendencia a la distribución radial en el Norte y Sur. Las localidades y parajes rurales se distribuyen por los diferentes puntos cardinales del área rural del distrito, observándose una concentración de localidades algo mayor en el área Sur del distrito, que en el resto.
El total de habitantes se reparte en 29.006 varones y 31.756 mujeres; con una densidad poblacional de 29,3 hab./km², sobre una superficie total de 2.075 km². En la región, solo tres ciudades superan en cantidad de habitantes a Chivilcoy: Luján, Junín y Pergamino.
Uno de los datos llamativos del último censo, es que en Chivilcoy el 15,6% de la población tiene 65 años o más, en tanto que en la provincia de Buenos Aires es del 10,6. El porcentaje que posee Chivilcoy solo es superado por 25 de Mayo, Vicente López, Rojas, Puán, Junín, General Arenales, Coronel Dorrego y Alberti.
Asimismo la edad mediana del partido de Chivilcoy es de 35 años siendo una de las más altas de toda la provincia, que es del 29,1.
En el relevamiento del Indec, se indica que Chivilcoy tiene una población ocupada laboralmente de 20.601 personas de 14 años o más, 3266 menos que en 1991. Por otra parte, en esta franja de edad hay un total de  47.902 personas, de los cuales, solo el 57% es económicamente activa.
Según ese censo, el 62,2% de la población ocupada es obrero o empleada, el 10,3% es empleador, el 23,8% es trabajador por cuenta propia y el 3,7 trabajador familiar. 
También se indica que la tasa de analfabetismo cayó al 1,8 %, del 2,7 % que se vio reflejada en 1991, aunque sigue por encima del porcentaje que posee la provincia que es del 1,6. En tanto, sobre el total de la población, el 94,3% cursa o finalizó el EGB (en la provincia de Buenos Aires rige desde el año 1995 la Ley Federal de Educación. El nuevo sistema reemplazó al Nivel Primario de 7 años por la Educación General Básica, de 1.º a 9.º año, y el Nivel Medio de 5 años por el Polimodal, de 1.º a 3.º año.).
En Chivilcoy había 19.499 viviendas donde habitaban 60.225 personas (censo 2001) (el resto residía en instituciones). Cabe mencionar que 52.000 chivilcoyanos vivían en zona urbana y 9.000 en la zona rural en el año 2001.  , Moquehuá tenía aproximadamente 2250  habitantes, Gorostiaga 400, Ramón Biaus 350, San Sebastián 250, La Rica 200 y Emilio Ayarza 150.
Las superficies urbanas en este distrito ocupan un total de 44,19 km² (equivalentes a 4418,9 hectáreas).

## Transporte

### Colectivo local
Chivilcoy cuenta con un servicio de colectivos locales que permite a los habitantes y visitantes recorrer la ciudad y las localidades del partido de forma fácil y rápida. El servicio funciona con la tarjeta SUBE y tiene 10 recorridos urbanos y 5 rurales. Los colectivos circulan de lunes a sábado, desde las 6 hasta las 22 horas, y los domingos y feriados, desde las 8 hasta las 20 horas.
Los recorridos urbanos son los siguientes:
| Recorrido | Origen               | Destino                 | Calles principales                    |
| --------- | -------------------- | ----------------------- | ------------------------------------- |
| 1         | Cementerio           | Plaza 25 de Mayo        | Avenida Laborde                       |
| 2         | Cementerio           | Plaza 25 de Mayo        | Avenida Tschifelly                    |
| 3         | Barrio San Francisco | Hospital                | Boris Elkin y Ruta 5                  |
| 4         | Parque Industrial    | Hospital                | Avenida Mitre y avenida Sarmiento     |
| 5         | ex Glaxo             | Barrio San Francisco    | Avenida Villarino y avenida Sarmiento |
| 6         | ex Glaxo             | Parque Industrial       | Avenida Villarino y avenida Mitre     |
| 7         | ex Glaxo             | Panadería Rigone        | Avenida Villarino y avenida Sarmiento |
| 8         | ex Glaxo             | Panadería Rigone        | Avenida Villarino y avenida Mitre     |
| 9         | Hospital             | Av. de Tomaso y Ruta 30 | Avenida Sarmiento y avenida de Tomaso |
| 10        | Hospital             | Av. de Tomaso y Ruta 30 | Avenida Mitre y avenida de Tomaso     |

Los recorridos rurales son los siguientes:
| Recorrido          | Origen           | Destino            | Ida | Vuelta |
| ------------------ | ---------------- | ------------------ | --- | --- |
| Moquehuá y La Rica | Correo Argentino | Moquehua y La Rica | De lunes a viernes: 6:00 – 13:15 – 16:45 – 19:00. Sábados: 6:00 – 13:15 – 19:00. Domingos y feriados: 11:30 – 19:00. | De lunes a viernes: 7:00 – 14:00 – 17:30 – 20:00. Sábados: 7:00 – 14:00 – 20:00 . Domingos y Feriados: 12:30 – 20:00. |
| Ayarza             | Correo Argentino | Ayarza             | Viernes: 8:00 y 13:00                                                                                                | Viernes: 8:30 y 13:30                                                                                                 |
| Gorostiaga         | Correo Argentino | Gorostiaga         | De lunes a viernes: 8:30 y 16:30                                                                                     | De lunes a viernes: 9:00 y 17:00                                                                                      |
| Benítez            | Correo Argentino | Benítez            | Miércoles: 8:00 y 13:00                                                                                              | Miércoles: 8:30 y 13:30                                                                                               |
| Palemón Huergo     | Correo Argentino | Palemón Huergo     | Lunes: 8:00 y 13:00                                                                                                  | Lunes: 8:30 y 13:30                                                                                                   |

### Tren
Chivilcoy tiene conexión ferroviaria con la ciudad de Buenos Aires a través del servicio regional del Ferrocarril Domingo Faustino Sarmiento, que parte desde la estación Once y llega hasta la estación Chivilcoy Sud. El tren tiene tres frecuencias semanales: sale de Once los lunes, miércoles y viernes a las 18:35 y llega a Chivilcoy a las 22:27, y sale de Chivilcoy los lunes a las 3:54 y los miércoles y viernes a las 6:54, llegando a Once a las 7:33 y 10:30 respectivamente. El costo del pasaje entre cabeceras es de $2.610 en primera y $3.130 en pulman.
| Día       | Salida de Chivilcoy | Llegada a Once | Salida de Once | Llegada a Chivilcoy |
| --------- | ------------------- | -------------- | -------------- | ------------------- |
| Lunes     | 03:54               | 07:33          | 18:35          | 22:27               |
| Miércoles | 06:54               | 10:30          | 18:35          | 22:27               |
| Viernes   | 06:54               | 10:30          | 18:35          | 22:27               |